# Ministeri de Justícia de Lituània

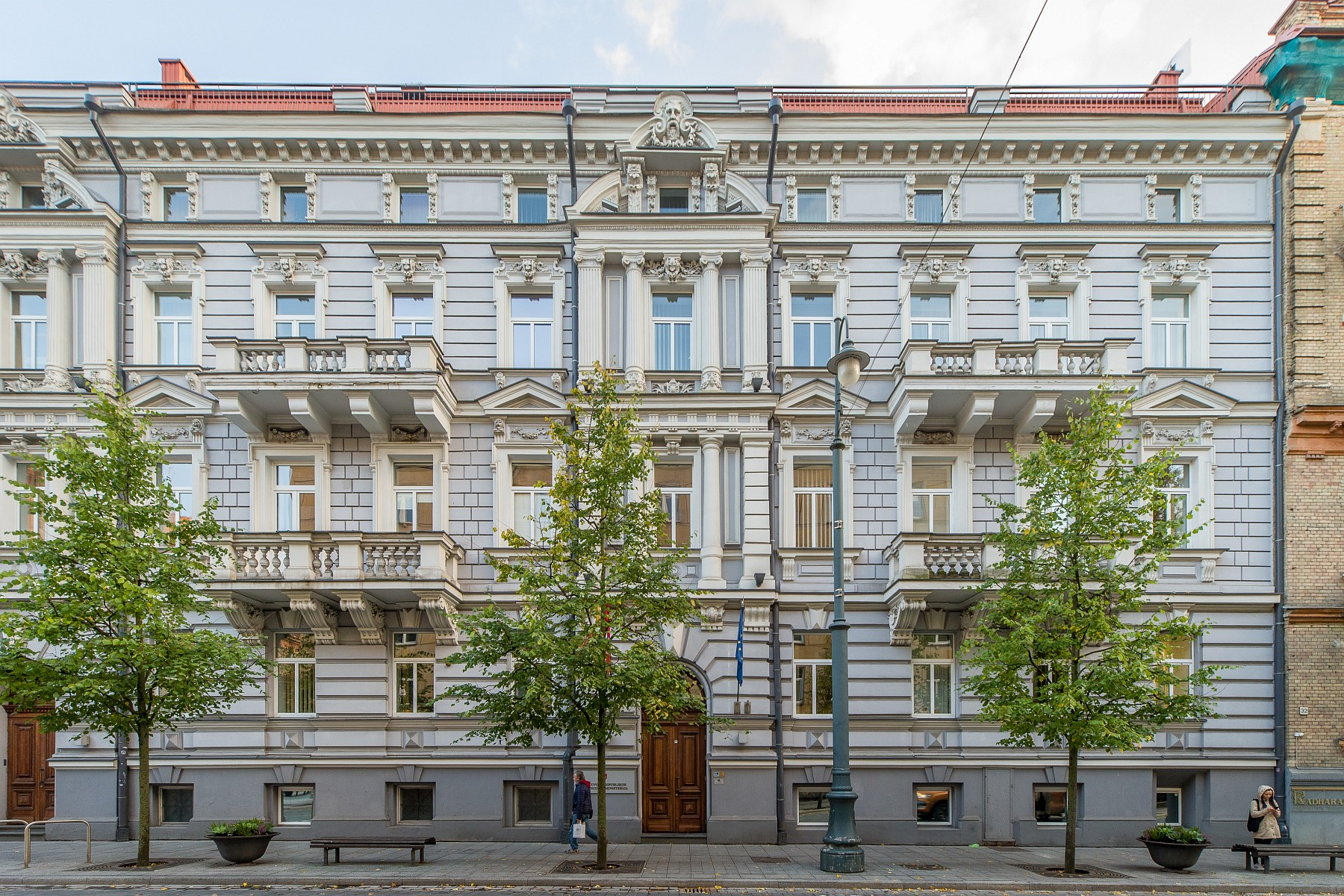

El Ministeri de Justícia de Lituània (en lituà:  Lietuvos Respublikos teisingumo ministerija)) és un dels 14 ministeris del Govern de Lituània. Té la seu a la capital Vílnius. Va ser establert el 1918. Els seus departaments inclouen Dret Europeu, presons, serveis d'assistència jurídica garantida per l'estat en algunes de les principals ciutats de Lituània, una oficina de protecció dels drets del consumidor, l'Institut de Dret, la Inspecció Metrologia, centres d'informació jurídica i ciència forense. L'actual ministre responsable des del 13 de desembre de 2012 és Juozas Bernatonis del Partit Socialdemòcrata de Lituània.

## Llista de ministres
|    | Nom i cognom         | Període                 |
| 1  | Pranas Kūris         | 17-03-1990 – 13-01-1991 |
| 2  | Vytautas Pakalniškis | 13-01-1991 – 21-07-1992 |
| 3  | Zenonas Juknevičius  | 21-07-1992 – 2-12-1992  |
| 4  | Jonas Prapiestis     | 2-12-1992 – 23-04-1996  |
| 5  | Albertas Valys       | 23-04-1996 – 4-12-1996  |
| 6  | Vytautas Pakalniškis | 4-12-1996 – 1-06-1999   |
| 7  | Gintaras Balčiūnas   | 1-06-1999 – 27-10-2000  |
| 8  | Gintautas Bartkus    | 27-10-2000 – 4-07-2001  |
| 9  | Vytautas Markevičius | 4-07-2001 – 29-11-2004  |
| 10 | Gintautas Bužinskas  | 29-11-2004 – 6-07-2006  |
| 11 | Petras Baguška       | 6-07-2006 – 28-11-2008  |
| 12 | Remigijus Šimašius   | 28-11-2008 – 13-12-2012 |
| 13 | Juozas Bernatonis    | 13-12-2012 –            |